# Калита, Фёдор Павлович
Фёдор Павлович Калита (?—?) — азовский городской голова в 1898—1902 годах, коллежский асессор.

## Биография
Служил судебным приставом Съезда мировых судей Ростова-на-Дону.
В 1898 году был избран азовским городским головой. Во время его правления закончена постройка набережной, получено разрешение на углубление азовского переката, построена здание гимназии.
В 1899 году Ф. П. Калита участвовал в качестве представителя Азова в Комиссии по выработке проекта применения положения о земских учреждениях к области войска Донского. Состоял членом Благотворительного общества для пособия нуждающимся учителям Азова.
В 1902 году покинул пост городского головы. В 1910 году — гласный Азовской городской думы.